# Bacurau
Bacurau es una película brasileña de 2019, de los géneros drama, wéstern, terror gore, fantasía y ficción científica, escrita y dirigida por Kleber Mendonça Filho y Juliano Dornelles. Fue producida por Emilie Lesclaux, Saïd Ben Saïd y Michel Merkt, y estrenada por Sônia Braga, Udo Kier y Bárbara Colen. El título de la película es el nombre del último autobús de la madrugada en Recife, y el origen del nombre viene de una ave de hábitos nocturnos común en el sertón brasileño, que era llamada por los pueblos tupíes como wakura'wa.
La película ganó el Premio del Jurado en el Festival de Cannes de 2019, haciéndose la segunda película brasileña de la historia en ser laureada en el certamen general, después del El pagador de promesas de 1962, dirigida por Anselmo Duarte. Además de haber sido premiada en diversos festivales de cine, la película ha sido seleccionada para muestras de festivales internacionales como el Festival de Nueva York (NYFF).

## Sinopsis
En un futuro cercano, Bacurau, un pueblito brasileño en el oeste de Pernambuco, lamenta la pérdida de su matriarca, Carmelita, que vivió hasta los 94 años. Días después, sus habitantes se dan cuenta de que su comunidad ha desaparecido de la mayoría de los mapas.

## Reparto
- Sônia Braga como Domingas.
- Udo Kier como Michael.
- Bárbara Colen como Teresa.
- Thomas Aquino como Pacote / Acacio.
- Silvero Pereira como Lunga.
- Thardelly Lima como Tony Jr.
- Rubens Santos como Erivaldo.
- Wilson Rabelo como Plinio.
- Carlos Francisco como Damiano.
- Lia de Itamaracá como Carmelita.
- Luciana Souza como Isa.
- Karine Teles como Maria.
- Julia Marie Peterson como Julia.

## Recepción

### Crítica
En el agregador de reseñas Rotten Tomatoes , la película tiene una aprobación del 88% basada en 40 reseñas, con una calificación promedio de 7.69 / 10. El consenso crítico del sitio dice: "Formalmente emocionante y narrativamente audaz, Bacurau confía en las preocupaciones sociopolíticas brasileñas modernas para presentar un drama contundente y de mezcla de género". En Metacritic , la película tiene una puntuación promedio ponderada de 74 de 100, basada en 14 críticas, lo que indica "críticas generalmente favorables".
Peter Bradshaw, del periódico británico The Guardian, dice que la película es "completamente distinta, ejecutada con incesante claridad y fuerza". Steve Pond de TheWrap escribe que: " Bacurau es inquietante, un sueño febril sobre un período confuso en Brasil. Y, ocasionalmente, también es muy divertido".